# V. Mohammed nemzetközi repülőtér
Az V. Mohammed nemzetközi repülőtér (franciául: Aéroport international Mohammed V, arabul: مطار محمد الخامس الدولي) (IATA: CMN, ICAO: GMMN) egy nemzetközi repülőtér Marokkóban, Casablanca közelében. Marokkó legforgalmasabb repülőtere, 2018-ban 9 748 567 utas fordult meg itt. Utasforgalma alapján 2022-ben Afrika 6. legforgalmasabb repülőtere volt.

## Megközelítése
A repülőtérhez óránként indul vonat Casablanca-Port vasútállomásról.

## Futópályák
A repülőtér futópályái:
- 17L/35R (3720 m, 45 m, aszfalt)
- 17R/35L (3720 m, 45 m, aszfalt)

## Légitársaságok és úticélok
Megjegyzés: Sz: (szezonális járat)
| Légitársaság            | Célállomások |
| ----------------------- | --- |
| Aegean Airlines         | Athén |
| Air Algérie             | Algír, Orán |
| Air Arabia Maroc        | Barcelona, Basel/Mulhouse, Bergamo, Bologna, Brüsszel, Catania, Cuneo, Dakhla, Isztambul–Sabiha Gökçen, Lisszabon, Lyon, Montpellier, Nápoly, Nador, Pisa, Prága, Toulouse, Tunisz, Velence |
| Air Canada              | Montréal–Trudeau |
| Air Europa              | Madrid |
| Air France              | Párizs–Charles de Gaulle |
| Air Malta               | Málta |
| Binter Canarias         | Gran Canaria |
| EgyptAir                | Kairó |
| Emirates                | Dubaj |
| Etihad Airways          | Abu-Dzabi |
| Eurowings               | Sz: Köln–Bonn |
| Flynas                  | Dzsidda |
| Gulf Air                | Bahrein |
| Iberia Regional         | Madrid |
| Lufthansa               | Frankfurt |
| Mauritania Airlines     | Nouakchott Sz: Nouadhibou |
| Oman Air                | Maszkat |
| Qatar Airways           | Doha |
| Royal Air Maroc         | Abidjan, Accra, Agadir, Algír, Amman–Queen Alia, Amszterdam, Athén, Bamako, Banjul, Barcelona, Bejrút, Beni Mellal, Berlin-Tegel, Bilbao, Bissau, Bologna, Bordeaux, Brazzaville, Boston, Brüsszel, Kairó, Conakry, Koppenhága, Cotonou, Dakar–Diass, Dakhla, Doha, Douala, Fez, Frankfurt, Freetown, Genfi, Gran Canaria, Isztambul–Atatürk, Dzsidda, Kinshasa, Laayoune, Lagos, Libreville, Lisszabon, Lomé, London–Gatwick, London-Heathrow, Luanda, Lyon, Madrid, Malabo, Málaga, Manchester, Marrákes, Marseille, Miami, Medina, Milánó–Malpensa, Monrovia, Montpellier, Montréal–Trudeau, Moszkva–Domogyedovo, München, N’Djamena, Nantes, Nápoly, New York–JFK, Niamey, Nizza, Nouakchott, Ouagadougou, Ouarzazate, Oujda, Párizs–Charles de Gaulle, Párizs–Orly, Pointe Noire, Porto, Praia, Rio de Janeiro-Galeão, Rijád, Róma–Fiumicino, Sal, São Paulo-Guarulhos, Stockholm–Arlanda, Strasbourg, Tanger, Toulouse, Tripoli, Tunisz, Torino, Valencia, Velence, Washington–Dulles, Yaoundé, Zürich Sz: Al-Hoceima, Kano, Tétouan |
| Royal Air Maroc Express | Agadir, Al-Hoceima, Dakhla, Szavíra, Fez, Gibráltar, Marrákes, Nador, Oujda, Rabat, Tanger, Tétouan Sz: Guelmim, Tan-Tan, Ouarzazate |
| Saudia                  | Dzsidda, Medina, Rijád |
| TAP Portugal            | Lisszabon |
| Transavia               | Amszterdam |
| Transavia France        | Nantes, Párizs–Orly |
| TUI fly Belgium         | Charleroi Sz: Bordeaux, Liège, Metz/Nancy, Milánó–Malpensa, Párizs–Orly |
| Tunisair                | Tunisz Sz: Monasztir |
| Turkish Airlines        | Isztambul Charter: Antalya |
| Vueling                 | Sz: Barcelona |

## Forgalom
Az utasforgalom az elmúlt években az alábbi módon változott:
| Utasok száma | 3 515 189 | 3 395 668 | 5 071 411 | 6 209 711 | 7 245 508 | 7 559 751 | 8 178 031 | 9 364 861 | 2 998 567 | 7 637 643 |
|              | 2001      | 2003      | 2006      | 2008      | 2010      | 2013      | 2015      | 2017      | 2020      | 2022      |

## Fordítás
- Ez a szócikk részben vagy egészben  a   Mohammed V nemzetközi repülőtér című angol Wikipédia-szócikk fordításán alapul.  Az eredeti cikk szerkesztőit annak laptörténete sorolja fel. Ez a jelzés csupán a megfogalmazás eredetét és a szerzői jogokat jelzi, nem szolgál a cikkben szereplő információk forrásmegjelöléseként.